# オーストンウミツバメ
オーストンウミツバメ（学名：Hydrobates tristrami）は、ミズナギドリ目ウミツバメ科に分類される鳥類。

## 分布
北太平洋西部
繁殖地としてはハワイ諸島（アメリカ合衆国）、伊豆諸島、小笠原諸島、北硫黄島（日本）が確認されている。日本では冬季に繁殖のため飛来する（冬鳥）。

## 形態
全長24-25.5cm。翼開張56cm。尾羽には深い切れこみが入りアルファベットの「V」字状。全身は黒褐色の羽毛で被われる。大雨覆上面の羽毛は淡褐色で、飛翔時には明瞭な帯模様（翼帯）に見える。
嘴や後肢の色彩は黒褐色。

## 分類
本種は以前はウミツバメ属（Oceanodroma）に分類されていたが、近年の研究成果に基づき 現在はオーストンウミツバメ属（Hydrobates）に分類されている。

## 生態
亜熱帯の海洋に生息する。風の強い高所から風の弱い低所に急降下し、急降下の勢いと風力の差を利用して再び高所へ上がる（ダイナミック・ソアリング）ことを繰り返し長時間羽ばたかずに飛翔することが多い。
食性は動物食で、魚類、甲殻類、軟体動物などを食べる。
繁殖形態は卵生。地面を掘ったり岩の隙間等に、日本では12-翌2月に1回に1個の卵を産む。雛は4-6月に巣立つ。

## 人間との関係
天敵となるカラスの増加や、人為的に移入されたネコ、クマネズミなどによる卵や雛の捕食などにより生息数は減少している。またゴミの誤飲や油汚染などによる生息数の減少が懸念されている。以前はミッドウェー諸島や鳥島でも繁殖していたが、現在は繁殖地が壊滅している。
- 準絶滅危惧（NT）（環境省レッドリスト）[6]